# Rosenbaum House

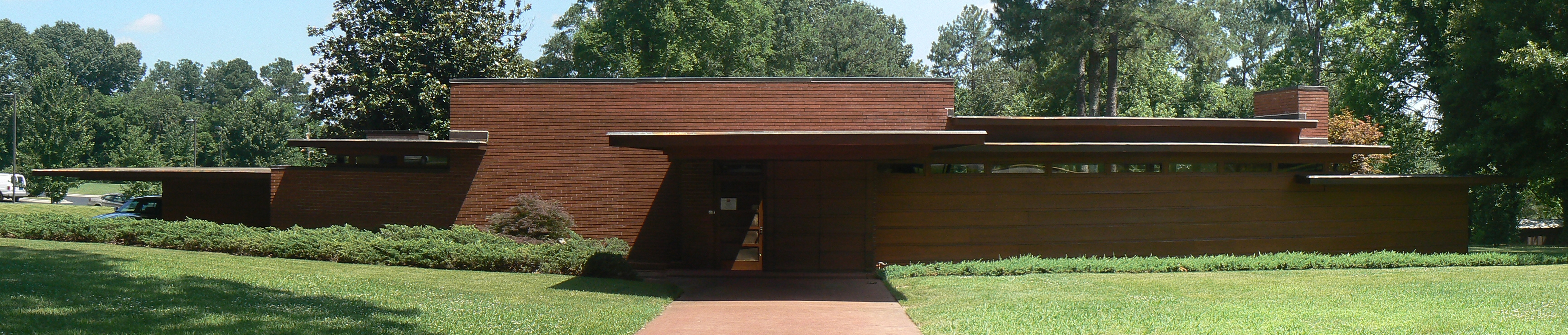
Rosenbaum House sett från Riverview Drive, med sina utskjutande tak.

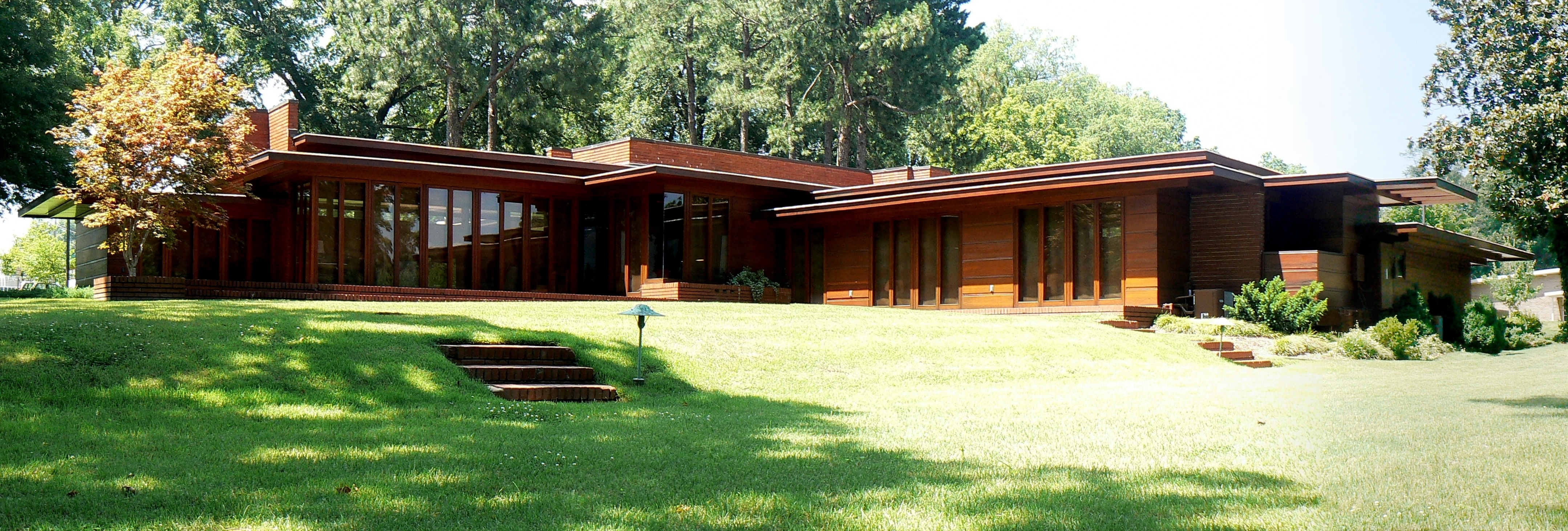
Rosenbaum House sett från trädgårds- och flodsidan.

Rosenbaum House är ett enfamiljshus i Florence i Alabama, som ritades av Frank Lloyd Wright.
Biografföretagaren, och senare professorn i engelska, Stanley Rosenbaum och hans hustru Mildred (1917–2006) uppdrog 1938 åt Frank Lloyd Wright att rita ett bostadshus efter att ha läst hans självbiografi. Huset på 601 Riverview Drive nära Tennesseefloden, blev klart 1940 efter en långdragen och besvärlig byggnadsperiod, är ett av Frank Lloyd Wrights hus efter hans så kallade usonian-koncept. Detta begrepp används för ett sextiotal enfamiljshus av Frank Lloyd Wright från 1936 och framåt. Dessa var vanligen förhållandevis små envåningsbyggnader utan garage och med små lagringsutrymmen. De var ofta L-formade för att ge utrymme för en skyddad utomhusterrass på små och billiga tomter. De byggdes i lokala byggnadsmaterial och hade platta tak och av miljöskäl stora överhängande tak. De hade genomtänkta lösningar för att tillvarata naturligt ljus och för att intrycksmässigt binda ihop inom- och utomhusmiljöer. 
Rosenbaum House upptogs i USA:s National Register of Historic Places 1978. Mildred Rosenbaum bodde kvar i huset till 1999. Huset, som är svårt och kostsamt att underhålla, hade då delvis förfallit. Mildred Rosenbaum överlät hus och inredning till Florence kommun, som lät restaurera huset till originalskick under en treårsperiod och öppnade det för allmänheten 2002.

## Arkitektur
Huset är L-format i en våning och byggt i cypressträ, tegel och glas. Det har utskjutande tak på stålbjälkar, vilka täcker bstadsrum och en uppställningsplats för bil. De flesta rummen har dörr direkt till trädgården. Husets kärna är en stor eldstad i sten. Huset hade ursprungligen en yta på 143 kvadratmeter, och utvidgades 1948, då fyra barn ingick i ägarfamiljen. Utvidgningen, också med Frank Lloyd Wright som arkitekt, var på 100 kvadratmeter i en andra L-formad del av huset.
Huset ligger på en 8 100 kvadratmeter stor tomt.

## Fotogalleri

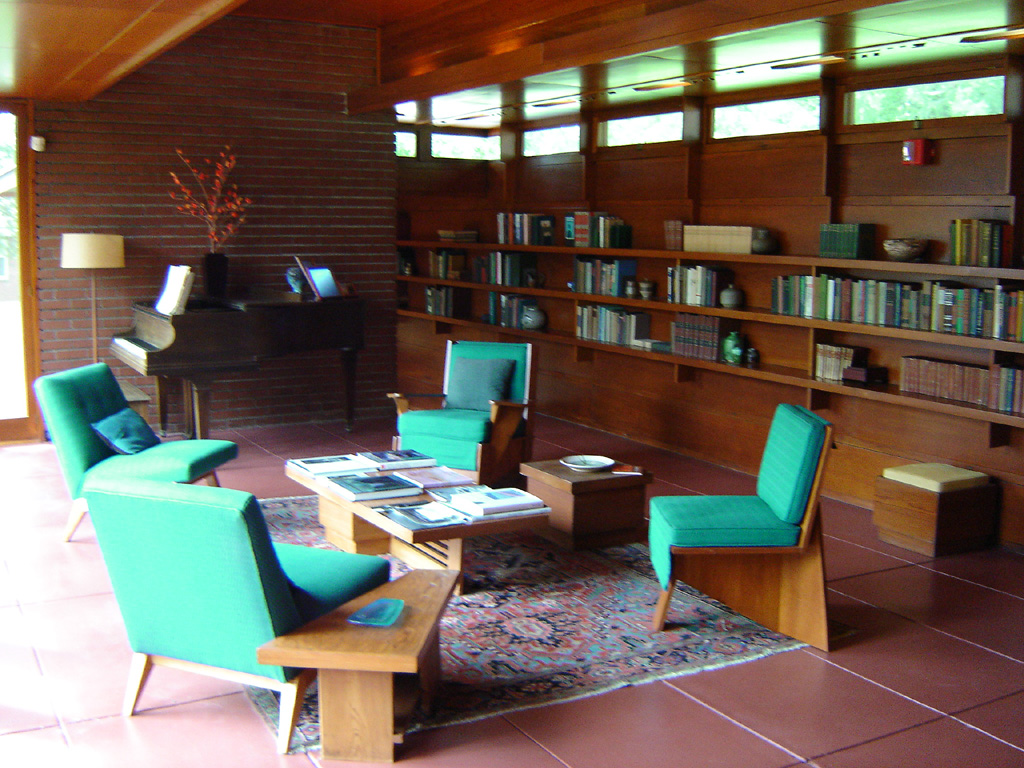
Vardagsrummet
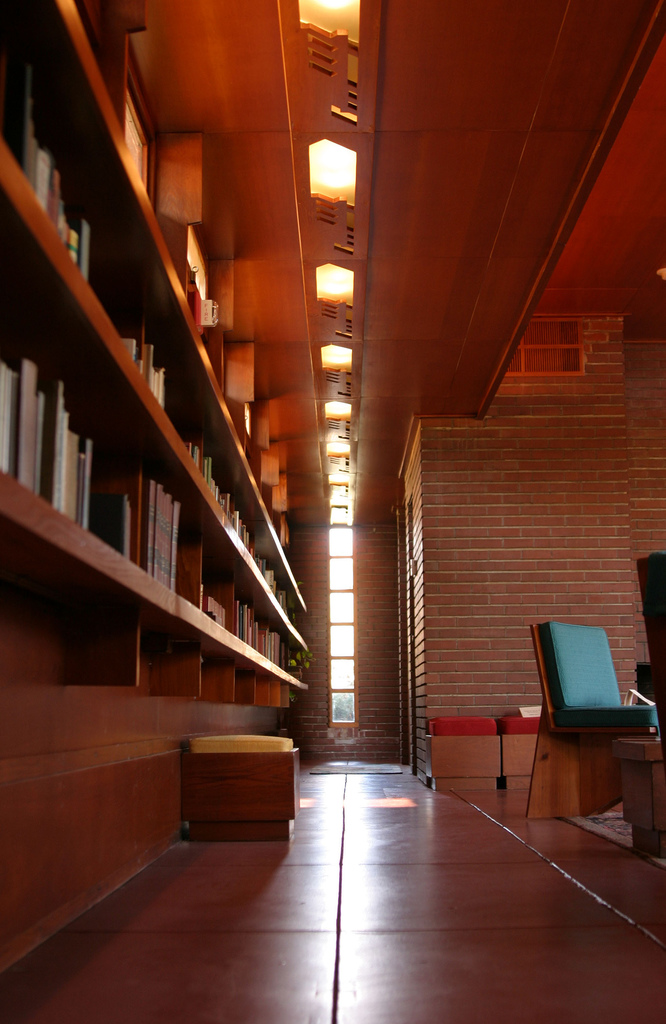
Inbyggda bokhyllor i vardagsrummet
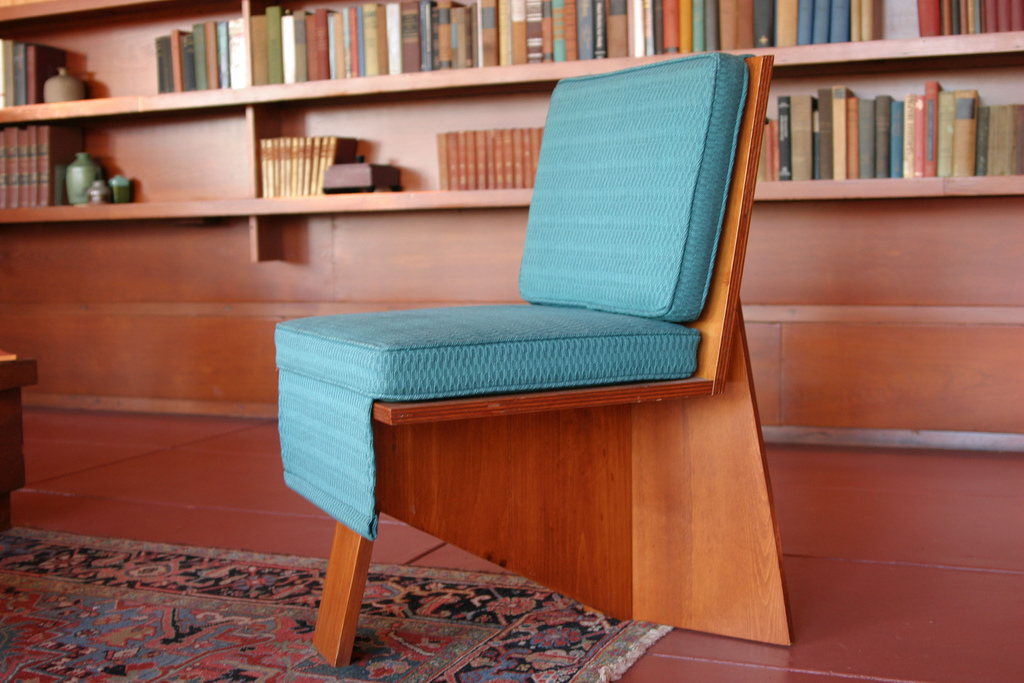
Stol ritad av Frank Lloyd Wright
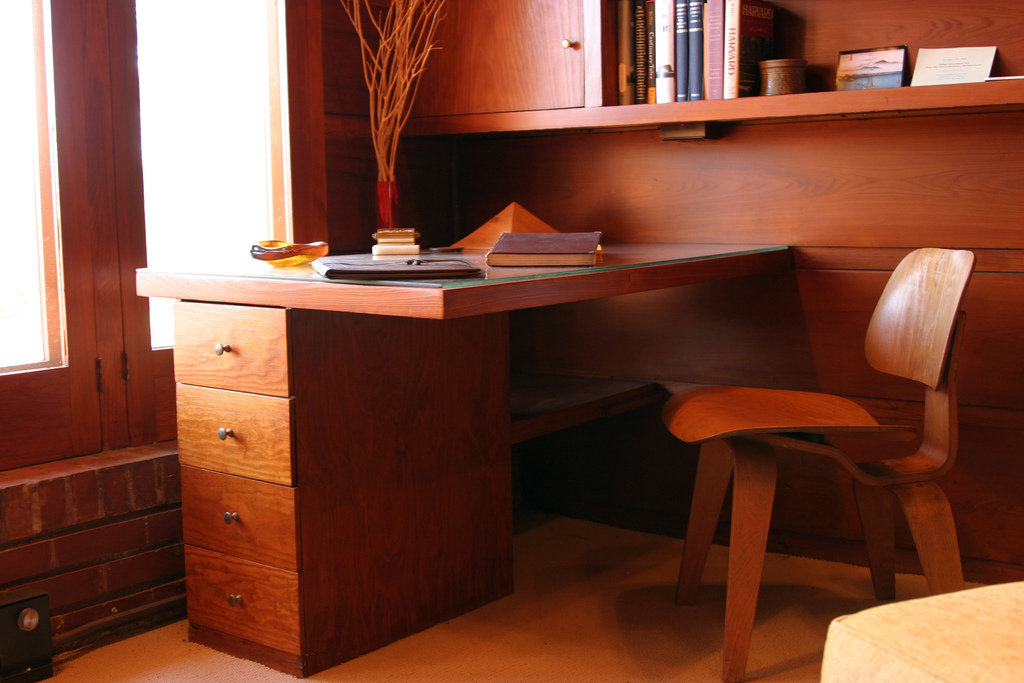
Inbyggt skrivbord med stol ritad av Charles och Ray Eames
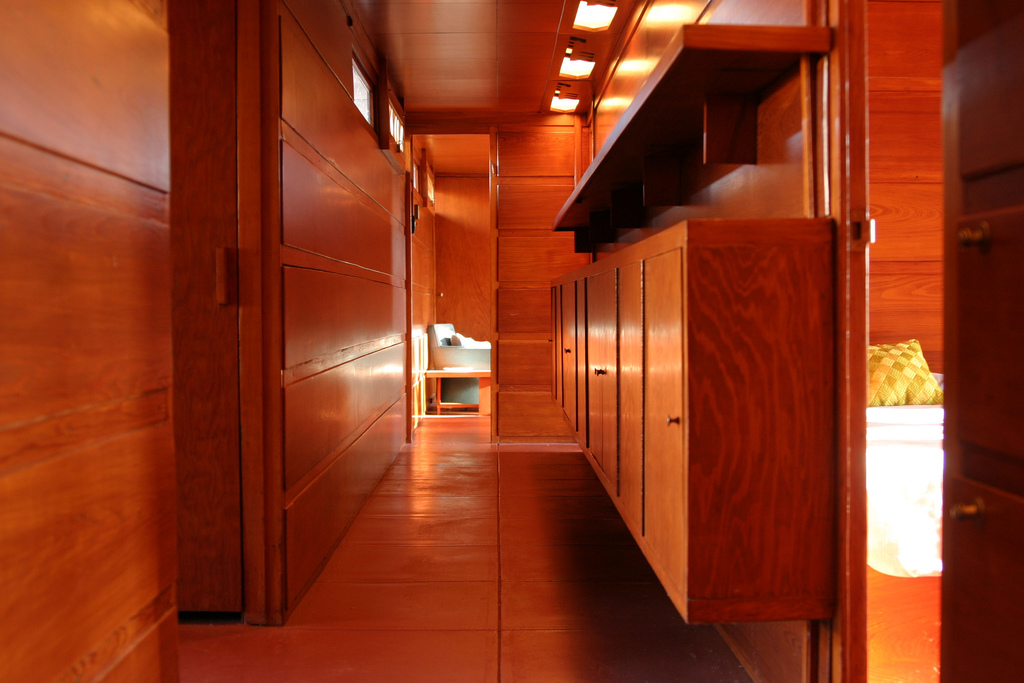
Interiör med förvaringsutrymmen